# Czetyrowka
Czetyrowka (ros. Четыровка) – wieś (sieło) w Rosji, w obwodzie samarskim, w rejonie koszkińskim. W 2010 liczyła 299 mieszkańców.